# Saint-Frégant

Saint-Frégant este o comună în departamentul Finistère, Franța. În 1 ianuarie 2022 avea o populație de 870 de locuitori.